# Чойлобкамар
Чойлобкама́р (тадж. Чойлобкамар) — село у складі Хатлонської області Таджикистану. Входить до складу Чубецького джамоату району імені Мір Саїда Алії Хамадоні.
Село розташоване біля західного підніжжя гори Голубина Сопка (висота 1075,9 м) та перевалу Чайлакамар.
Населення — 431 особа (2010; 420 в 2009).